# Virgin Music
Virgin Music (llamada Virgin Music Label & Artist Services hasta 2022; antes Caroline Distribution) es un distribuidor de música de artistas independientes y sellos discográficos, que opera como subsidiaria de Virgin Music Group, y es propiedad de Universal Music Group. La filial se centra en la distribución de socios nuevos o emergentes.
Fue fundada por Virgin Records como un importador de discos, Virgin se ha convertido en una de las compañías de distribución de terceros más grandes de la industria de la música de Estados Unidos para el sector de la música independiente. En 1993, pasó a formar parte de EMI Music Distribution después de que EMI adquirió Virgin Records. La compañía es actualmente parte de Virgin Music Group.
La compañía de distribución y marketing digital INgrooves (incluido el distribuidor independiente de sellos Fontana Distribution) fue adquirida por Universal en 2019 y Fontana se incorporó a Virgin.
En septiembre de 2022, Universal Music anunció el lanzamiento de Virgin Music Group, integrado por INgrooves, Virgin Music Label & Artist Services y mtheory Artist Partnerships.

## Discográficas o artistas asociados
- Alter Bridge
- ATO Records
- Avant/MO-B Entertainment
- Because Music
- Ben Harper Records
- Bilal Hassani[5]
- Blacksmith Music
- BlastMusic
- BNL Entertainment
- Bridge 9
- BULK Music
- Candlelight Records
- Caroline Records
- Carved Records
- Castro Music[6]
- Charming Liars/Chartmaker
- Custard Music
- Daron Malakian and Scars on Broadway
- DC3
- DEMG
- Dead Daisies
- Dine Alone Records
- Dik Hayd Records
- Earache Records
- Echopark
- Elm City
- Ez Mil
- Fabric
- Fanatic Records
- Fantoma Films
- Fat Lady Music
- Finder's Keepers
- FOF
- Fool's Gold Records[7]
- Frontiers (Reino Unido/Irlanda)
- G*59 Records
- Gentle Giant/Alucard Music
- Get Money Gang Entertainment
- Ghostly International
- G-Unit Records
- Harbour Records
- Harvest Records
- Heavy on the Grind
- Heavy White
- Hickory Records
- Hidden Pony
- theHitLife
- IAMP
- Ignition Records
- Imani
- Inside Out
- Invisible Records
- I.R.S. Records
- Javotti Media
- Jordon House
- JustGold
- Krush 21
- Labrador Records
- Laff Mobb Enterprises
- Late Night Tales
- Lench Mob Records
- Lightyear Records
- Lil Tracy
- Lindsey Stirling
- Mac's Record Label
- Man Woman Together
- M Theory
- Martha's Music
- Megamix
- Merovingian Music
- Method Records
- Mexican Summer
- MI Raw
- Millennium Men
- Musebox
- Mushroom Group
- Mute
- Nuclear Blast America
- Omnivore Recordings
- Open E
- Overtyme
- Peacefrog Records
- Perspective Records[8]
- Plastic Head
- Primary Wave Records
- Priority Records
- Profil de Face
- Prospect Park
- Quality Control Music (lanzamientos independientes)
- Questionable Entertainment
- Ramblin Rose
- Real World Records
- Red Zone Entertainment
- Relativity Music Group
- Rodney Carrington
- Ron White
- RPM MSC
- Ruffhouse Records
- Season of Mist
- Sebastian Bach
- Secret City
- Selected Society Group
- Simply Red
- Siri Music Group
- Slash
- Slip-N-Slide
- SM Entertainment/NCT 127  (solo lanzamientos coreanos)
- SMH Records
- SO Recordings
- S.O.O.N. Recordings
- Soulja Boy
- Southern Fried Records
- Spinefarm Records
- Steven Wilson
- Stillborn Records
- Strainge Entertainment[9]
- Sugar Hill Records
- Suicideboys
- Sumerian Records
- Sun Records
- TBNH
- TenThousand Projects
- The Dude Films
- The London Souls
- ThinkSay Records
- Thrive Music
- THUMP Records
- Tomorrowland Music
- TopShelf Records
- Trauma2 Records
- Tru Thoughts
- GMG Entertainment
- UDR
- UEG
- Underground Inc.
- Unison
- Upfront Entertainment
- Vanguard
- Vortexan
- VOTIV
- Wax Poetics Records
- Win Music
- Wojtek Records
- Zuma Rock Records[10]